# Endosperm

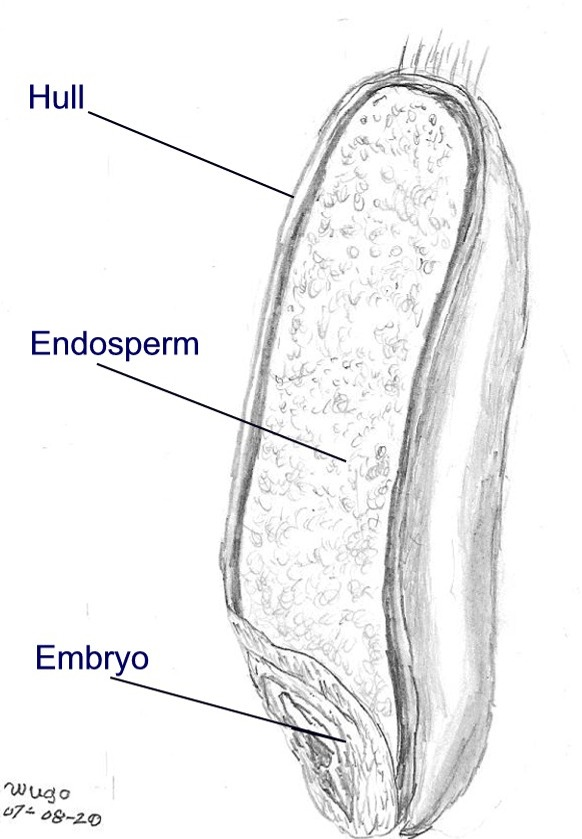
Endosperm

Endosperm, eller frövita, är en vävnad som omsluter groddanlaget i fröet hos fröväxter och innehåller näring för groningen. 
Hos blomväxter bildas endosperm genom dubbel befruktning. Pollenkornen innehåller oftast två spermatozoider. Båda förs genom pistillen och den ena spermatoziden når fröämnet och befruktar det. Den andra spermatozoiden befruktar en annan cell i fröämnet och denna triploida vävnad lagrar näring kring fröet. Denna fröomslutning kallas för frövita eller endosperm. Man kan tydligt se den om man delar omogna frön- Den ser ut ungefär som vitan kring äggulan i ett hönsägg. 
De flesta gömfröiga växter bildar endosperm. Det finns dock några undantag. Hos de nakenfröiga växterna bildas endosperm före själva befruktningen av fröet. Den motsvarar då ett honprotallium på vilket ett arkegon anläggs. Pollenkornet hos de nakenfröiga växterna innehåller vanligen flera vegetativa kärnor som motsvarar hanprotalliet.